# تشارلز بورتر (سياسي)
تشارلز بورتر (بالإنجليزية: Charles Porter)‏ هو قاضي وسياسي أيرلندي، ولد في 6 سبتمبر 1631 في نورتش في المملكة المتحدة، وتوفي في 8 ديسمبر 1696 في دبلن في جمهورية أيرلندا. انتخب عضو مجلس الملكة الخاص بأيرلندا وانتخب عضو مجلس النواب في البرلمان البريطاني.